# Palais Japonais

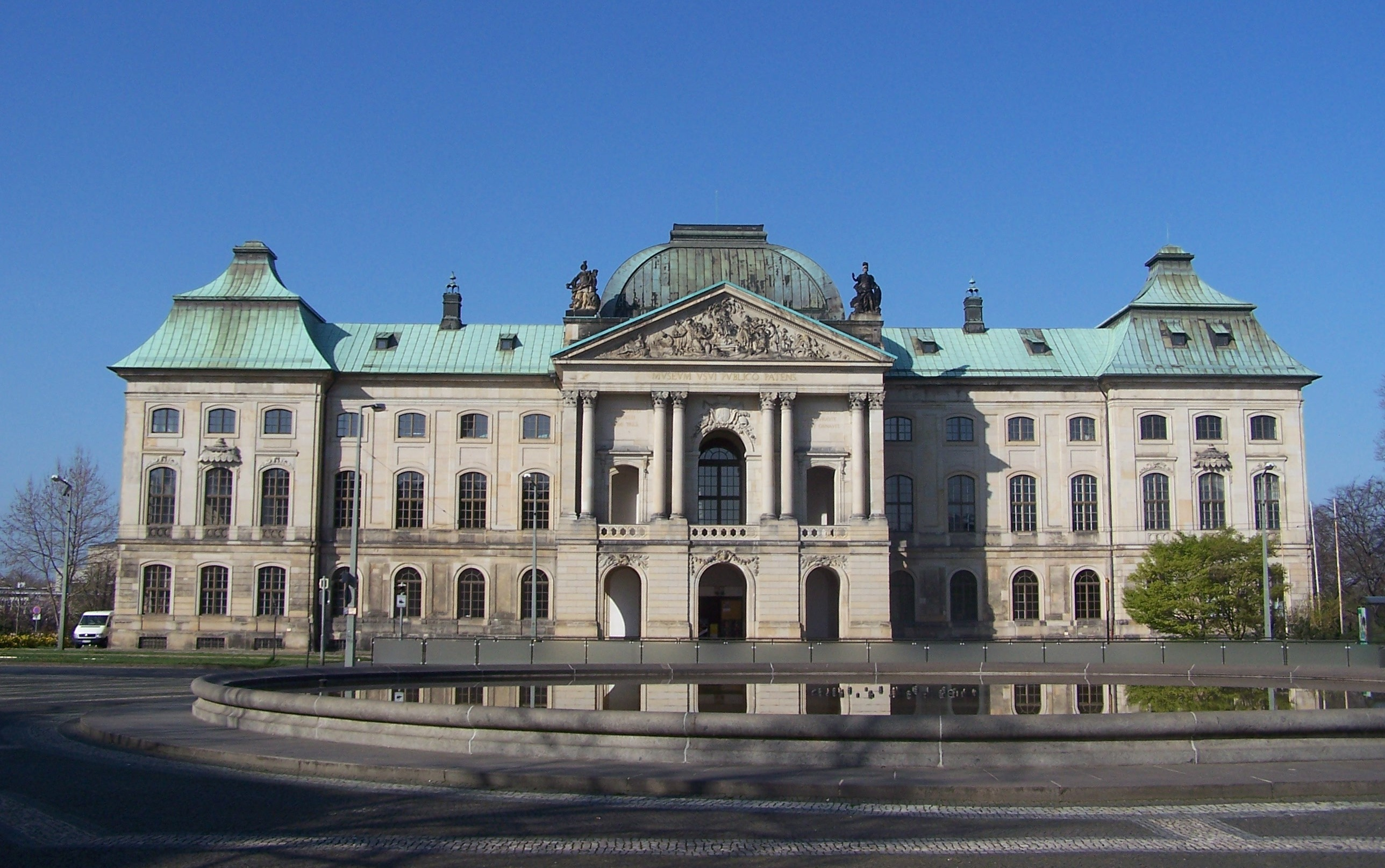
Le palais Japonais.

Le palais Japonais (Japanisches Palais) est un palais situé à Dresde, en Allemagne, sur la rive de l’Elbe opposée au Zwinger. Il héberge aujourd’hui des expositions temporaires du musée d'ethnologie de Dresde (Museum für Völkerkunde Dresden) des Collections nationales de Dresde, et plus particulièrement des Collections nationales d'ethnographie de Saxe.

## Histoire

### Construction
Le palais est construit en 1715 par Rudolf Fäsch pour le comte Jakob Heinrich Graf von Flemming. Il fut alors loué au représentant hollandais Craneborg, et fut alors surnommé palais Hollandais.

### Auguste le Fort
En 1717, Auguste le Fort, le prince-électeur de Saxe et roi de Pologne, acquit cette résidence. Le roi fait transformer en 1727 par Longuelune, sous la direction de Matthäus Daniel Pöppelmann, dans le goût asiatique ce palais qui devint alors le palais Japonais. Il fit concevoir un décor complexe de laque et de miroirs qui s’harmonise parfaitement avec sa fonction de réceptacle des immenses collections de porcelaine. 
Le roi avait en effet l’intention d’y installer sa collection de porcelaines au milieu d’une décoration somptueuse.  Mais l’aménagement du palais ne devait pas répondre à des principes seulement décoratifs ; la collection devait être présentée selon des critères rigoureusement scientifiques, ou plutôt géographiques. Ainsi, la Porcelaine d’Extrême Orient devait être exposée au rez-de-chaussée et celle de Meissen (célèbre manufacture à 20 km de Dresde) à l’étage. L’installation de la porcelaine locale au-dessus de celle d’Asie  donnait une image de la supériorité de la première, qui était renforcée  par les décors du plafond. Ceux-ci représentaient les figures allégoriques de la Saxe et du Japon mettant en compétition leurs productions céramiques devant Minerve, juge suprême, qui accordait la victoire évidemment à la Saxe. Mais, avant que le plafond fût achevé et que le palais vît le jour,  le roi mourut à Varsovie, en 1733. C’est à cette époque que fut construit le toit à la mode orientale qui justifie encore aujourd’hui son nom de palais Japonais.

### Auguste III
Bien qu’Auguste III se soit efforcé de mener à bien les projets de son père, le palais Japonais resta à l’état d’ébauche.  Le palais avait été construit mais le programme iconographique du plafond ne vit jamais le jour. Mais le roi, ou plutôt Brühl, son ministre secret du cabinet, qui avait obtenu du roi en 1737 l’autorisation de passer des commandes illimitées à la manufacture de Meissen,  fit exécuter de nombreuses pièces de porcelaine pour le palais. Avec la mort d’Auguste III et la guerre de Sept Ans, les porcelaines furent reléguées dans les caves du palais Japonais. Les collectionneurs pouvaient venir acheter  des pièces.

### XIXesiècle
Au XIXe siècle naquit l’idée d’un musée universel, et les recettes des ventes servirent à acquérir des pièces de célèbres manufactures, notamment de Sèvres. En 1875, la Collection (Porzellansammlung), composée de 20 000 pièces, quitta le palais pour le Johanneum. Le palais Japonais accueillit alors des collections d’art, d’antiquités et de médailles et fut plusieurs fois réaménagé, notamment une fois par le célèbre Gottfried Semper, l’architecte de l’opéra. 

### XXesiècle
De 1925 à 1935, le palais fut à nouveau réaménagé pour pouvoir accueillir la Bibliothèque de la Région de Saxe. Pendant la Seconde Guerre mondiale, le palais fut très sérieusement endommagé. La reconstruction commença en 1951 et ne fut complètement achevée qu’en 1987. Mais dès  1977, le palais Japonais a commencé à présenter des expositions temporaires du musée d'ethnologie de Dresde ((Museum für Völkerkunde Dresden), dont la collection a été officiellement fondée en 1875. Dans les années 1980, le jardin du palais fut également remis en état, et on peut toujours s’y poser pour profiter d’un panorama de choix : la rive opposée de l’Elbe.

### XXIesiècle
Le palais accueille toujours des expositions temporaires du musée d’ethnologie. Il sert aussi de lieu d’expositions pour différentes sortes de musées. Ainsi, en 2009, il a été le cadre d’une exposition du musée de minéralogie et de géologie de Dresde, et en 2010, surtout, il a présenté à l’occasion des 300 ans de la Manufacture de Porcelaine de Meissen, qui a fourni tant de pièces autrefois exposées  au palais, une exposition intitulée Le Triomphe des épées bleues (NB : ce sont les symboles de la manufacture), La Porcelaine de Meissen pour l’aristocratie et la bourgeoisie de 1710 à 1815.

## Sources
- Dossier de l’Art n° 98, hors série de L’Estampille/L’objet d’art, juillet-août 2003 : Dresde, Les fabuleuses collections des princes de Saxe.
- State of the Arts since 1560, Highlights of the anniversary in 2010.
- Traduction partielle de l'article Japanisches Palais de Wikipédia en allemand .